# Oberes Emsbachtal

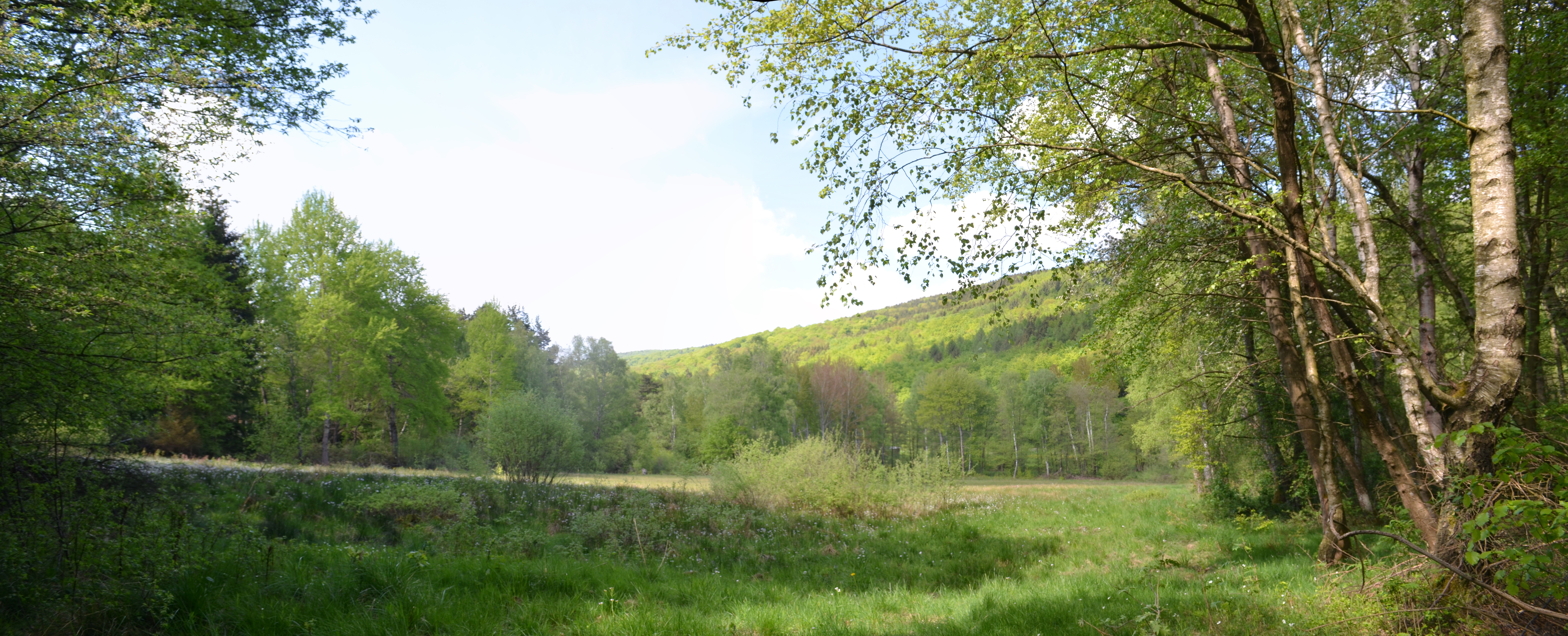
Naturschutzgebiet Oberes Emsbachtal

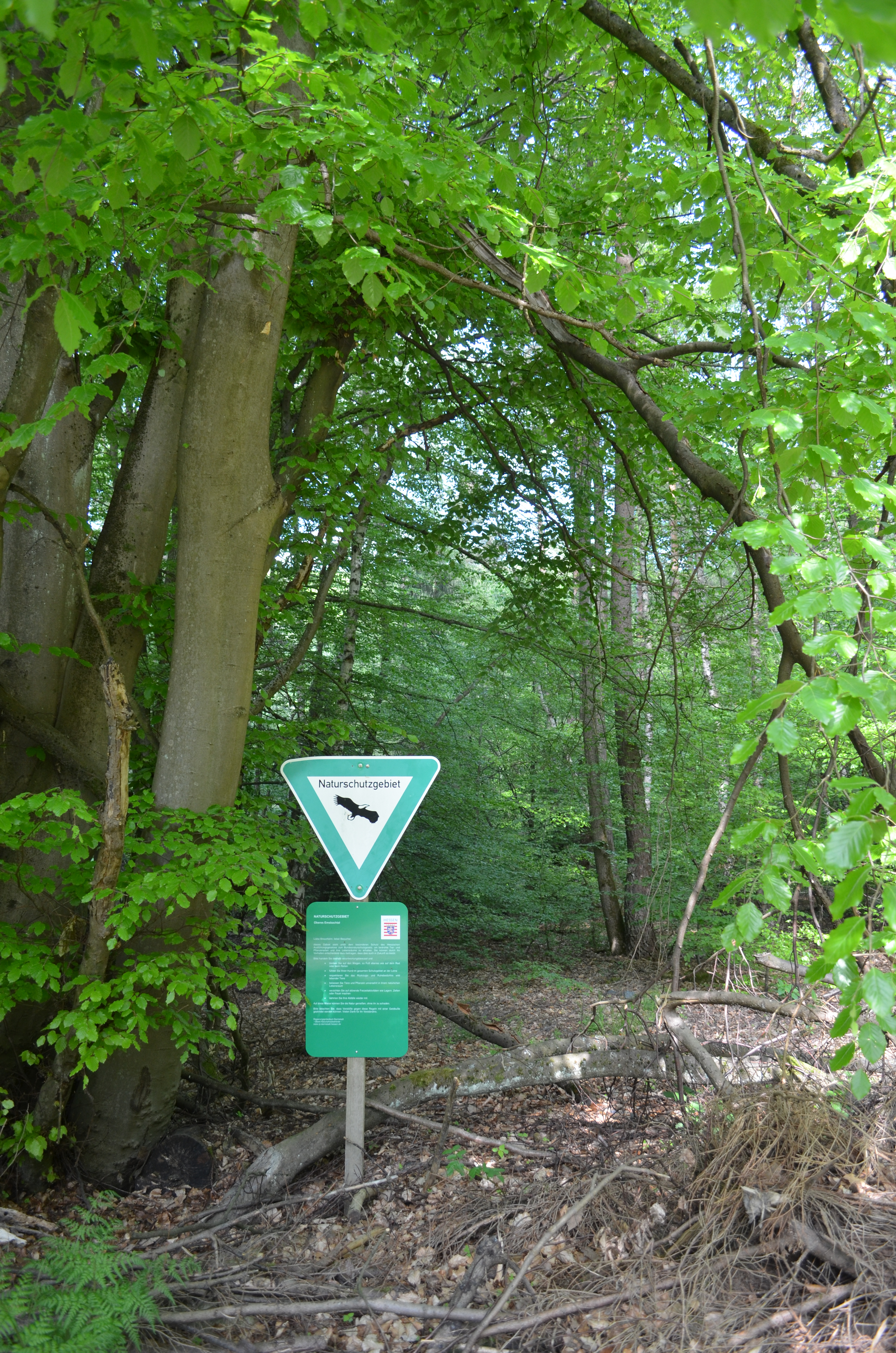
Naturschutzgebiet Oberes Emsbachtal

Das Oberes Emsbachtal ist ein Naturschutzgebiet in Oberems im Hochtaunuskreis.

## Das Naturschutzgebiet
Das Naturschutzgebiet mit einer Größe von 19,676 Hektar wurde 1979 unter Schutz gestellt. Es handelt sich um einen vom Emsbach durchflossenen Talgrund, umgeben von ausgedehnten Hainsimsen-Buchenwälden. An den feuchten Stellen tragen die Randhänge auf der linken Talseite bruchwaldartige Gehölze. Auf den weniger nassen Standorten wachsen extensiv genutzte Pfeifengraswiesen und an den trockenen Stellen sind kleinflächige Borstgrasrasen zu finden.
Das Gebiet beginnt an dem nordöstlichen Eckpunkt des Oberemser Sportplatzes und zieht sich von dort bachaufwärts. Es umfasst die alten Fluren „Auf der Glashütt“, „Rauscherseite“, „Auf den Brüchern“ und „In der Kirchbaumwiese“.